# Alnif
Alnif è una piccola città del Marocco, nella provincia di Errachidia, nella regione di Drâa-Tafilalet. Le sue città vicine sono Tourza e  Ammar.